# Sambal
Sambal je pekoča omaka iz stolčenega čilija in različnih dodatkov. Običajno se omaki doda rakova pasta, čebula, sladkor, kis in sol, možni pa so tudi drugi dodatki, ki so od države do države različni. Omaka izvira iz Indonezije, Malezije, Filipinov, Šri Lanke in Singapurja. Običajno se uživa surova kot dodatek k hrani.